# Artillerie-Fliegerabteilung 203
Artillerie-Fliegerabteilung 203 – AFA 203 (Artyleryjski oddział lotniczy nr 203) – niemiecka jednostka obserwacyjna i rozpoznawcza wspomagania artyleryjskiego  Luftstreitkräfte z początkowego okresu I wojny światowej.

## Informacje ogólne
Jednostka została utworzona w dniu 6 sierpnia 1915 roku w Fliegerersatz Abteilung Nr. 5. Jednostka uczestniczyła w walkach na froncie zachodnim. 
1 grudnia 1916 roku jednostka została przeformowana i zmieniona w Fliegerabteilung 203 (Artillerie) - (FA A 203).
W jednostce służyli m.in. Bruno Loerzer oraz Hermann Göring.